# Boa Vista (Paraíba)
Boa Vista este un oraș în Paraíba (PB), din Regiunea de Nord-est a Braziliei.